# Liste der Monuments historiques in Antibes
Die Liste der Monuments historiques in Antibes nennt die 18 Objekte, die in der südfranzösischen Stadt Antibes zumindest den Schutz als monument historique besitzen.  Davon besitzen 7 zumindest teilweise den Status classé und 11 weitere den Status inscrit.

## Liste der Bauwerke
| Bezeichnung                                     | Beschreibung                | Standort                                             | Kennzeichnung | Schutzstatus   | Datum     | Bild |
| ----------------------------------------------- | --------------------------- | ---------------------------------------------------- | ------------- | -------------- | --------- | ---- |
| Aquädukt von Clausonnes                         |                             | Vallon du Fuguerret (Lage)                           | PA00080649    | Inscrit        | 1936      |      |
| Bastide du Roy                                  |                             | Avenue Jules-Grec (Lage)                             | PA00080650    | Classé Inscrit | 1990 1988 |      |
| Bastion Saint-André                             |                             | (Lage)                                               | PA00080660    | Inscrit        | 1930      |      |
| Fontaine de Vence                               | Brunnen mit römischer Säule | Rue Georges-Clemenceau (Lage)                        | PA00080655    | Inscrit        | 1928      |      |
| Fort Carré                                      |                             | (Lage)                                               | PA00080656    | Classé         | 1906 1913 |      |
| Griechisch-römische Stadbefestigung             |                             | (Lage)                                               | PA00080654    | Inscrit        | 1939      |      |
| Kapelle Saint-Bernardin                         |                             | 14 rue Rostan (Lage)                                 | PA00135611    | Inscrit        | 1995      |      |
| Kapelle Saint-Esprit                            |                             | (Lage)                                               | PA00080653    | Classé         | 1945      |      |
| Kapelle Saint-Jean                              |                             | Route de Saint-Jean (Lage)                           | PA00080926    | Inscrit        | 1989      |      |
| Kathedrale Notre-Dame-de-la-Platea              |                             | (Lage)                                               | PA00080653    | Classé         | 1945      |      |
| Château des Grimaldi Musée Picasso              |                             | (Lage)                                               | PA00080651    | Classé         | 1928      |      |
| Notre-Dame-de-la-Garoupe                        | Kirche                      | (Lage)                                               | PA00080652    | Inscrit        | 1926      |      |
| Pont du Bourget                                 |                             | Chemin du Pont-romain (Lage)                         | PA00080659    | Inscrit        | 1935      |      |
| Porte de France                                 |                             | (Lage)                                               | PA00080657    | Inscrit        | 1928      |      |
| Römisches Denkmal aus Biot Trophée de la Brague |                             | Réserves du Bastion Saint-André (Lage)               | PA00080658    | Classé         | 1945      |      |
| Tour Grimaldi                                   |                             | (Lage)                                               | PA00080653    | Classé         | 1945      |      |
| Villa André-Bloc                                |                             | 31 avenue Aimée-Bourreau (Lage)                      | PA00080927    | Inscrit        | 1989      |      |
| Villa El Djézaïr                                |                             | Juan-les-Pins 1 boulevard Charles-Guillaumont (Lage) | PA06000009    | Inscrit        | 1999      |      |

## Liste der Objekte

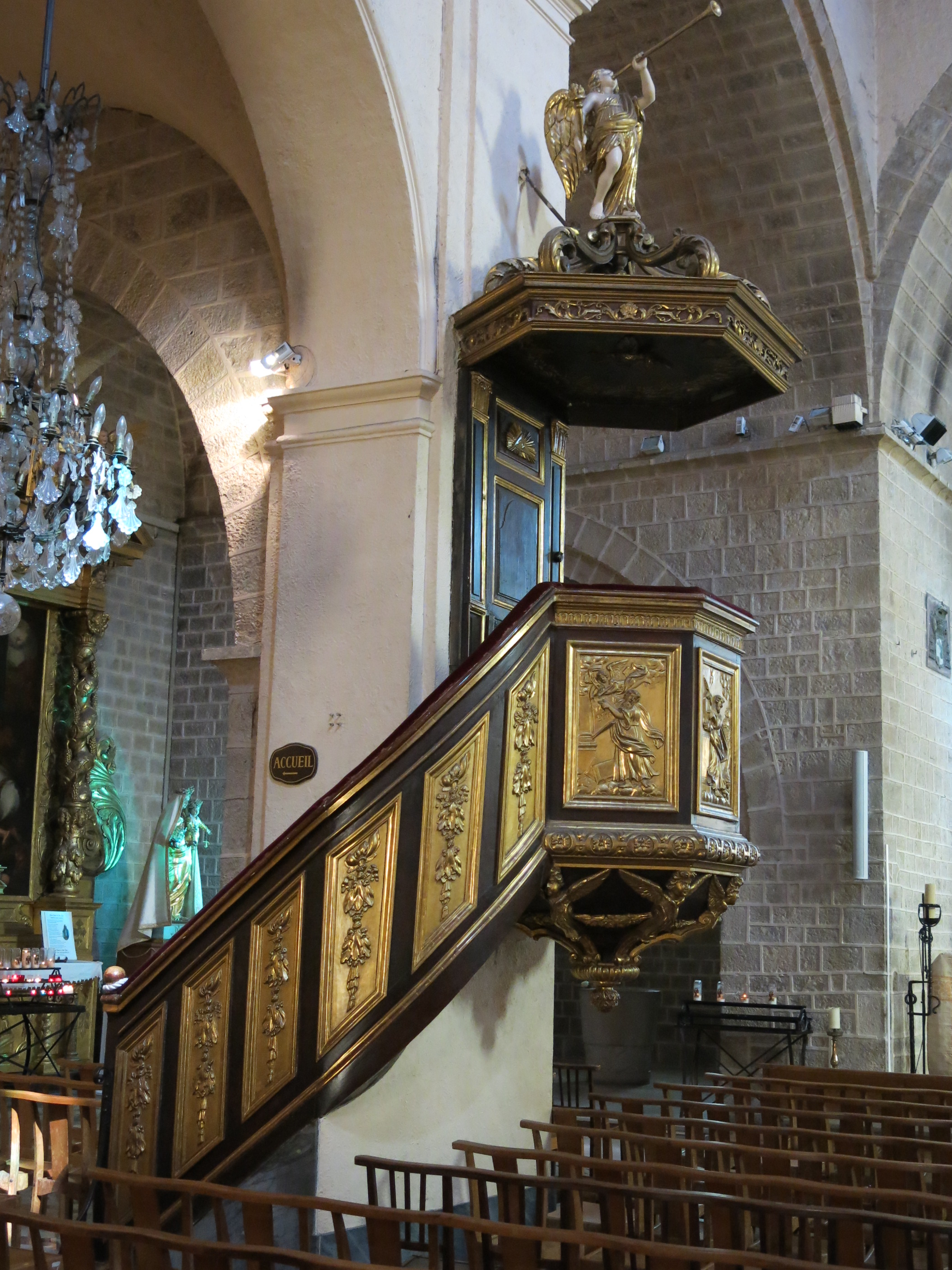
Kanzel (18. Jahrhundert) in der Kathedrale

- Monuments historiques (Objekte) in Antibes in der Base Palissy des französischen Kultusministeriums